# Erzbistum Lyon
Das Erzbistum Lyon (lateinisch Archidioecesis Lugdunensis, französisch Archidiocèse de Lyon) ist ein im Osten Frankreichs gelegenes Erzbistum der römisch-katholischen Kirche. Das Bistum mit Sitz in Lyon wurde bereits im 2. Jahrhundert begründet und hat seit dem 3. Jahrhundert den Status einer Metropole.

## Geschichte
Das Erzbistum Lyon wurde als erstes Bistum in den drei römischen Provinzen Galliens errichtet. Durch die Bulle Antiqua sanctorum patrum (1079) wurde der Erzbischof von Lyon von Papst Gregor VII. zum Primas von Gallien bzw. in den Provinzen Lyon, Rouen, Tours und Sens.
Suffragansitze waren bis zur französischen Revolution die Bistümer Autun, Chalon, Dijon (ab 1731), Langres, Mâcon und Saint-Claude (ab 1742).
1801 wurde die Kirchenprovinz um die im Zuge des Konkordats aufgelösten Erzdiözesen Vienne und Embrun mit den Suffraganbistümern Mende, Grenoble und Chambéry erweitert. Außerdem erfolgte die Erweiterung der Erzdiözese um das Gebiet der aufgehobenen Bistümer Belley und Macon.
1822 wurde das Bistum Mende und der Titel der Kirchenprovinz Embrun an das Erzbistum Aix übertragen und das Erzbistum Lyon wurde in „Lyon-Vienne“ umbenannt. Es erfolgte die Abtretung des restituierten Bistums Belley. Suffragansitze sind nun die Bistümer Autun, Dijon, Grenoble, Langres und Saint-Claude.
Die Neugründung des Bistums Saint-Etienne erfolgte 1970 durch Herauslösung aus der Erzdiözese Lyon. Diese umfasst seitdem das Département Loire und große Teile des Départements Rhône.

## Kirchenprovinz
Seit 2002 gehören der Kirchenprovinz Lyon neben dem Erzbistum Lyon folgende Bistümer an:
- Bistum Annecy
- Bistum Belley-Ars
- Erzbistum Chambéry
- Bistum Grenoble-Vienne
- Bistum Saint-Étienne
- Bistum Valence
- Bistum Viviers

## Sexueller Missbrauch
Ein Strafverfahren gegen den amtierenden Erzbischof von Lyon, Kardinal Philippe Barbarin, den amtierenden Ortsbischof von Auch, Erzbischof Maurice Gardès und den amtierenden Bischof von Nevers, Thierry Brac de la Perrière, wegen Vertuschung sexuellen Missbrauchs wurde am 7. Januar 2019 in Lyon eröffnet. Obwohl die Staatsanwaltschaft keine Verurteilung gefordert hatte, wurde Barbarin zu einer sechsmonatigen Haftstrafe mit Bewährung verurteilt. Das Gericht bezog sich auf einen noch nicht verjährten Vertuschungsfall im Jahr 2014. Barbarin legte Berufung gegen das Urteil ein. Unter Hinweis auf die Unschuldsvermutung lehnte Papst Franziskus den von Barbarin selbst angebotenen Rücktritt am 19. März 2019 ab und beließ ihn im Amt. Der Vorsitzende der französischen Bischofskonferenz, Georges Pontier, äußerte Verwunderung über die päpstliche Entscheidung, die zu einer noch nie dagewesenen Situation führe. Am 24. Juni 2019 ernannte der Papst mit Michel Marie Jacques Dubost CIM einen Apostolischen Administrator sede plena; ab diesem Tag ruhte Barbarins Jurisdiktion. Erst nach Barbarins Freispruch im Berufsverfahren nahm der Papst am 6. März 2020 dessen Rücktrittsangebot an. Bischof Dubost wurde für die Zeit bis zur Bestellung eines neuen Erzbischofs zum Apostolischen Administrator sede vacante bestellt. Am 22. Oktober desselben Jahres wurde mit Olivier de Germay ein Nachfolger für Barbarin ernannt.